# رودريغو روميرو
رودريغو روميرو (بالإسبانية: Rodrigo Romero) (8 نوفمبر 1982 بأسونسيون في باراغواي - ) هو مدرب كرة قدم ولاعب كرة قدم باراغواياني في مركز حراسة المرمى، شارك في الألعاب الأولمبية الصيفية 2004. ولعب مع أوليمبيا أسونسيون وناسيونال أسونسيون ونادي 3 فبراير وجنرال كاباليرو ‏ وClub Sport Colombia ‏ وSportivo Trinidense ‏.

## وصلات خارجية
- رودريغو روميرو على موقع الاتحاد الدولي (مؤرشف)  (الإنجليزية)
- رودريغو روميرو على موقع قاعدة بيانات كرة القدم.إي يو (الإنجليزية)
- رودريغو روميرو على موقع قاعدة بيانات كرة القدم.إي يو (الإنجليزية)
- رودريغو روميرو على موقع قاعدة بيانات كرة القدم.إي يو (الإنجليزية)
- رودريغو روميرو على موقع Soccerway.com (الإنجليزية)
- رودريغو روميرو على موقع أوليمبيديا (الإنجليزية)